# Heinrich Wawra von Fernsee
Heinrich Wawra Ritter von Fernsee, (Jindřich Blažej Vávra (2 de febrero de 1831, Brno, Moravia - 24 de mayo de 1881, Baden bei Wien) fue un cirujano embarcado, botánico y explorador austríaco.
Fue el menor de cinco hijos de un molinero, estudiando medicina y botánica en la Universidad de Viena de 1849 a 1855. Ya graduado se enrola en la Armada Imperial Austro-Húngara el 6 de diciembre de 1855. El comandante de la flota era el Archiduque Ferdinando Maximiliano. Wawra von Fernsee se retira de la armada en 1878 para trabajar en sus extensas colecciones botánicas.

## Expediciones
1856. Cirujano a bordo en la goleta Saida al Mediterráneo occidental.
1857-1858. Cirujano a bordo en la corbeta Carolin, y acompañante en la fragata Novara, navegando a Gibraltar, Madeira, Tenerife, Brasil, Cabo de Buena Esperanza, Benguela, Luanda, isla Ascensión, Cabo Verde, Java, Singapur, Tailandia, Vietnam, China, Japón, Hawaii, Sudamérica, acompañando la fragata “Novarra”.
1859 –1860. Cirujano a bordo y botánico (con el jardinero real Franz Maly) en el destructor Elisabeth acompañando a Maximiliano a Brasil.
1860-61. Cirujano a bordo en la fragata Adria a disposición de la emperatriz Isabel de Baviera, (Sissi), durante su estada en Corfú.
1864-1865. Cirujano a bordo en la fragata SMS Novara, la nave insignia del Emperador Maximiliano I de México.
1868-1871. Cirujano a bordo de la fragata Donau en compañía de la corbeta Friedrich en misiones diplomáticas y comerciales a Asia, visitando los puertos de Liverpool, New York, San Francisco, Honolulu, Nueva Zelanda, Australia, Ceilán, Saigón, China, Japón, Hong Kong, Macao, Singapur, Java (Buitenzorg Jardines Botánicos Bogor).
1872-1873. Viaje alrededor del mundo con el Príncipe Phillip y con August von Saxe-Coburg-Gotha.
1875-77. Cirujano a bordo de la fragata Radetzky en varios cruceros por el Levante.
1879. Segundo viaje mundial con el príncipe (después de su retiro de la armada).

## Colecciones
- Herbario de Viena [W]. Duplicados en el Herb. Berlin [B], Herb. DECAND. [G]); Herb. Bot. Gard. St Petersburg [LE]). Muestras de maderas en el Museo Franzens en Brno.

## Publicaciones mayores
- "Botanische Ergebnisse der Reise Seiner Majestät des Kaisers von Mexico Maximilian I. nach Brasilien (1859-60)." Auf allerhöchst dessen Anordnung beschrieben und hrsg. von Heinrich Wawra. Wien, C. Gerold's Sohn, 1866.
- "Itinera principum S. Coburgi : die botanische Ausbeute von den Reisen ihrer Hoheiten der Prinzen von Sachsen-Coburg-Gotha, I. Reise der Prinzen Philipp und August um die Welt (1872-1873), II. Reise der Prinzen August und Ferdinand nach Brasilien" (1879) beschrieben von Heinrich Ritter Wawra v. Fernsee.
- "Neue Pflanzenarten gesammelt auf der transatlantischen Expedition Sr. k. Hoheit des durchlauchtigsten Herrn Erzherzog Ferdinand Maximilian." von H. Wawra und Franz Maly, beschrieben von Dr. Heinrich Wawra

- La abreviatura «Wawra» se emplea para indicar a Heinrich Wawra von Fernsee como autoridad en la descripción y clasificación científica de los vegetales.[1]